# Ибрагимов, Токен Смаилович
Токен Смаилович Ибрагимов (каз. Төкен Смайылұлы Ибрагимов; 15 февраля 1939, Аксуатский район, Восточно-Казахстанская область, СССР — 27 ноября 2017, Семипалатинск) — советский и казахский учёный филолог, абаевед, писатель, специалист в области казахского литературоведения и искусствоведения, кандидат филологических наук (1975). Заслуженный работник Казахстана (1996).

## Биография
Родился 15 февраля 1939 года в бывшем колхозе «Жана Несип» Аксуатского района Семипалатинской области.
В 1964 году окончил историко-филологический факультет Казахского государственного педагогического института имени Абая.
В 1975 году защитил диссертацию и получил учёную степень кандидата филологических наук, тема диссертации: «Традиции и новаторство казахских поэм на базе материалов поэта-этика К. Бекхожина»
Трудовую деятельность начал учителем казахского языка и литературы, истории в 8-летней школе имени Жданова Аксуатского района Семипалатинской области.
С 1969 по 1975 годы — редактор литературно-драматических и музыкальных программ Семипалатинского областного телевидения.
С 1960 года он начал публиковаться в областных и республиканских печатных изданиях со своими литературоведческими статьями, стихами.
С 1979 по 2013 годы — директор Семипалатинского государственного историко-культурного литературно-мемориального музея-заповедника имени Абая.
С 1979 года — член Союза писателей Казахстана.
С 1997 года — директор Семипалатинского Союза писателей Казахстана.
Умер 27 ноября 2017 года в городе Семипалатинске.

## Награды и звания
- 1996 — Указом Президента Республики Казахстан от 9 декабря 1996 года награждён почётным званием «Заслуженный работник Казахстана» за особые заслуги в пропаганде духовного наследия Абая, активную общественную деятельность и многолетнюю плодотворную работу.[5]
- 1998 — Указом Президента Республики Казахстан от 11 декабря 1998 года награждён Орденом «Курмет» за личный вклад в развитие литературы и искусства, музейного дела в Семипалатинском регионе.[6]
- 2001 — Медаль «10 лет независимости Республики Казахстан»
- 2002 — Почётный гражданин Семипалатинска за большой вклад в культурное духовное развитие города.[7]
- 2006 — Медаль «10 лет Парламенту Республики Казахстан»
- 2011 — Медаль «20 лет независимости Республики Казахстан»